# Stanley Matthews
Sir Stanley Matthews (Stoke-on-Trent, 1 februari 1915 – Newcastle-under-Lyme, 23 februari 2000) was een Engels voetballer.
Hij maakte zijn profdebuut in 1932 bij Stoke City FC. Als jonge speler speelde hij als rechtsbuiten en viel hij al op met zijn dribbels. Twee jaar later speelde hij zijn eerste interland voor Engeland, een 4-0-overwinning op Wales. In een wedstrijd tegen Tsjechoslowakije in 1937 kwam Engeland met tien man te spelen (wissels waren nog niet toegestaan), maar Matthews besliste de match in Engels voordeel met een hattrick.
Tijdens de Tweede Wereldoorlog diende hij in de Royal Air Force. Na de oorlog vertrok Matthews naar de Blackpool FC. Met die club haalde hij driemaal de FA Cup-finale. In 1948 en 1951 werd er verloren, maar in 1953 tegen Bolton Wanderers gewonnen. Deze wedstrijd wordt in Engeland de "Matthews Final" genoemd, hoewel zijn teamgenoot Stan Mortenson drie keer scoorde.
In 1956 werd Matthews gekozen als de eerste Europees voetballer van het jaar. In 1961 verliet hij Blackpool en keerde hij terug naar Stoke City. Met die club promoveerde hij het volgende seizoen naar de First Division. Hij bleef bij Stoke tot het einde van zijn spelersloopbaan. Zijn laatste wedstrijd op het hoogste niveau speelde hij op 5 februari 1965, kort na zijn vijftigste verjaardag. Matthews was daarmee ruim 50 jaar de oudste profvoetballer aller tijden, tot Kazuyoshi Miura zijn record op 5 maart 2017 verbrak.
Matthews kwam 54 keer uit voor het Engels elftal, waar hij een aanvalsduo vormde met onder anderen Tom Finney. Overwinningen waren er tegen onder meer Portugal (10-0) in 1947 en op dat moment regerend wereldkampioen Italië (0-4 zege in Turijn). Hij deed tweemaal mee aan een wereldkampioenschap voetbal, in 1950 en 1954. Aan zijn in 1934 begonnen interlandcarrière kwam een eind in 1957.
Na zijn stoppen werd Matthews, als eerste Britse voetballer, geridderd. Hij was drie jaar trainer van Port Vale FC. Daarna verhuisde hij naar Malta, waar hij de club Hibernians trainde. Later trainde hij Stan's Men in Soweto en Canada. Tot ver in de zestig bleef hij zelf op amateurniveau spelen.
Matthews werd in en buiten de voetbalwereld zeer gerespecteerd, niet alleen wegens zijn spelkwaliteit, die hem de bijnaam "The Wizard of the Dribble" opleverde, maar ook als een echte gentleman. Toen hij in 2000 overleed, waren er in Stoke meer dan 100.000 mensen op de been om hem de laatste eer te bewijzen.

## Erelijst
Met Blackpool:
- FA Cup: 1952/53

Met Stoke City:
- Football League Second Division: 1932/33, 1962/63

Met Engeland:
- British Home Championship: 1935, 1938, 1939, 1947, 1948, 1950, 1952, 1954, 1955

Individuele erkenningen:
- FWA Footballer of the Year: 1948, 1963
- Europees voetballer van het jaar: 1956
- Commandeur in de Orde van het Britse Rijk: 1957
- Knight Bachelor: 1965